# Guy Breton (journaliste-auteur)
Pour les articles homonymes, voir Breton (homonymie) et Guy Breton.
Guy Breton est un journaliste, écrivain, homme de radio et producteur de télévision français, né le 6 avril 1919 à Gien et mort le 21 octobre 2008 à Mougins,. Guy Breton met en lumière le rôle de l'amour, de l'humour et de l'insolite tout au long de l'histoire de la France.

## Biographie

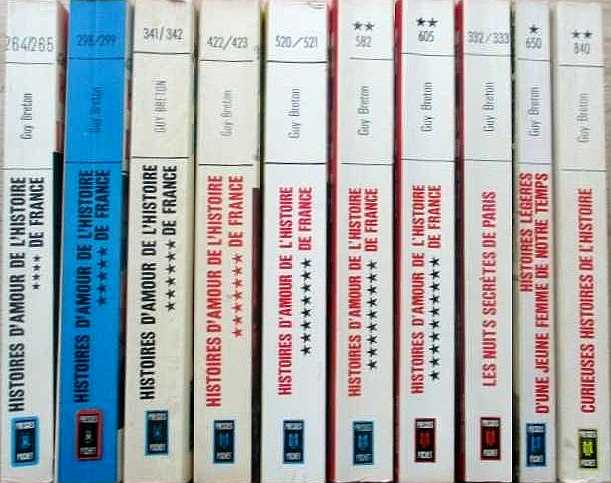
Quelques livres de Guy Breton (chez Presse Pocket).

Son arrière grand-père Jean-Baptiste Jallois a fait partie comme archéologue de l'expédition de Bonaparte en Égypte et serait l'auteur d'une Histoire de Paris.
À l'ORTF, il produit et anime le Cabaret de l'Insolite (de 1959 à 1960) et Histoires d'amour de l'histoire de France (de 1969 à 1974) sur les ondes radiophoniques, et le Cabaret de l'Histoire (de 1969 à 1974) à la télévision. Ses livres Histoires d'amour de l'histoire de France publiés de 1954 à 1965 rencontrent un succès considérable, leur tirage atteint six millions d'exemplaires.
De 1976 à 1978, il présente quotidiennement avec son ami Louis Pauwels Histoires magiques de l'histoire de France dans l'émission de Jacques Pradel Le Temps de vivre sur France Inter. Puis, sur Europe 1, en 1982, il raconte quotidiennement Histoires d'humour de l'histoire de France. Il est le directeur de FIP de 1991 à 1994.
Il est passionné par les chansons anciennes et en rassemble plus de vingt mille. La plus ancienne qu'il ait retrouvée date de 623, elle célèbre la victoire de Clotaire II sur les Saxons. Il a lui-même écrit (ou coécrit) plusieurs chansons coquines dont Les Nuits d'une demoiselle, chantée par Colette Renard en 1963.
Guy Breton est inhumé au cimetière Saint-Bernard de Vallauris.

## Publications

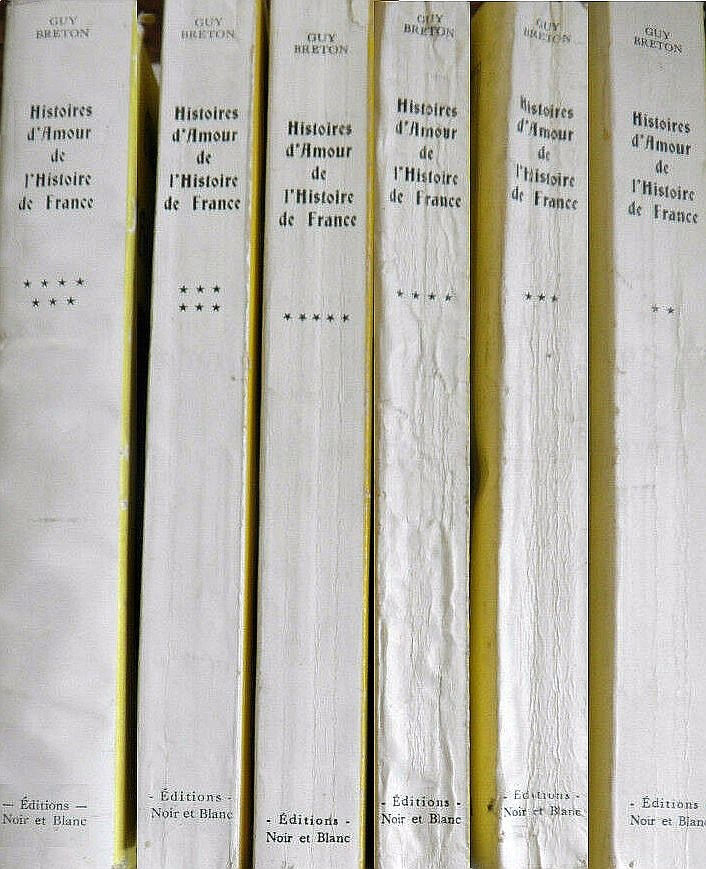
Première édition des Histoires d'Amour de l'Histoire de France.

### Pièces de théâtre
- Le Masque - 1939

### Travaux
- Chanson populaire, véhicule des grands mythes du folklore indo-européen - UNESCO 1949

### Histoires d'amour de l'histoire de France

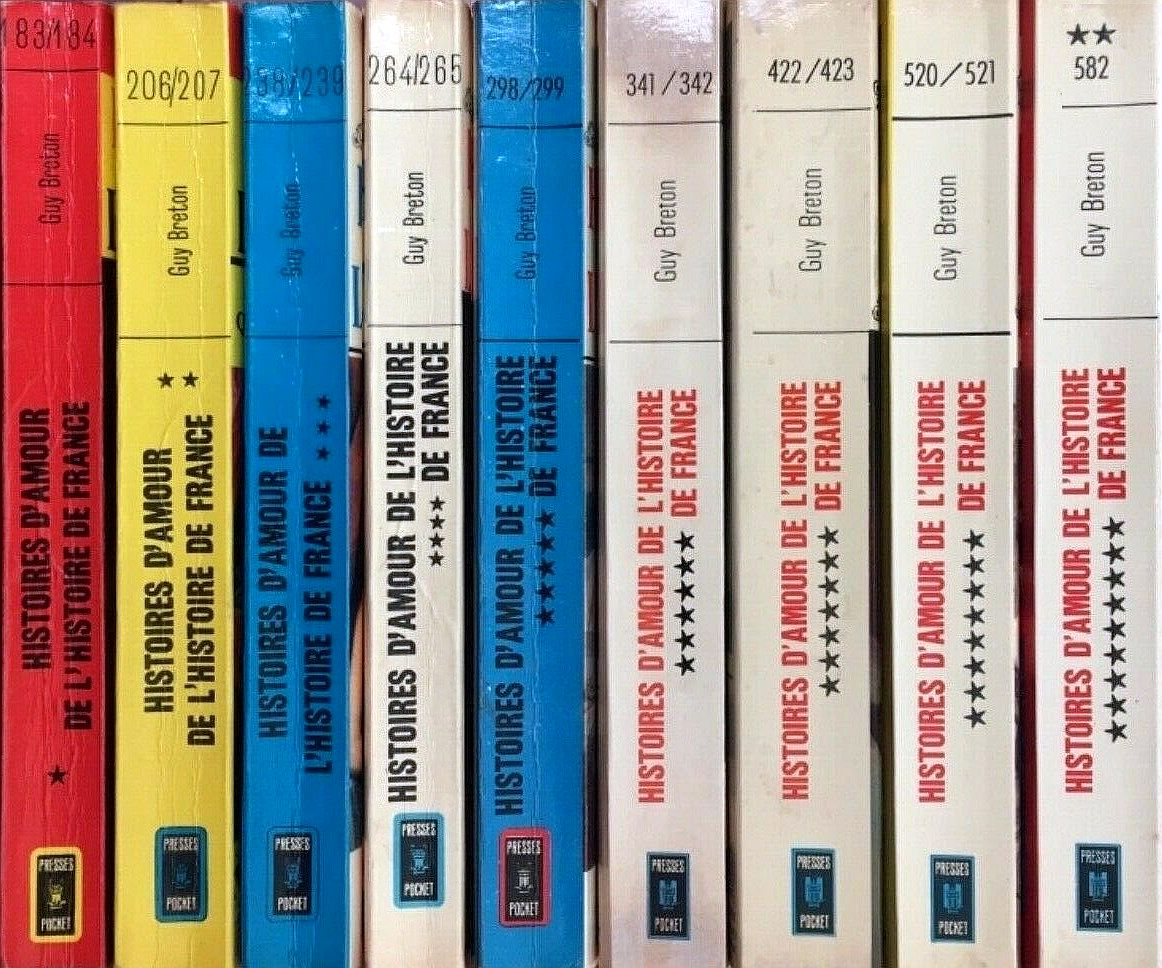
Réédition des Histoires d'Amour de l'Histoire de France.

(Environ 300 récits en 10 volumes, initialement publiés sous forme de feuilletons dans l'hebdomadaire Noir et Blanc, sur plus de 10 ans à compter de 1950)
- Histoires d'amour de l'histoire de France tome 1 De Clovis à Agnès Sorel - éditions Noir et Blanc 1954
- Histoires d'amour de l'histoire de France tome 2 De Louis XI à Henri III - Noir et Blanc 1956
- Histoires d'amour de l'histoire de France tome 3 De la Reine Margot à Louis XIV - Noir et Blanc 1957
- Histoires d'amour de l'histoire de France tome 4 D'Anne d'Autriche au Régent - Noir et Blanc 1958
- Histoires d'amour de l'histoire de France tome 5 De Louis XV à Camille Desmoulins - Noir et Blanc 1959
- Histoires d'amour de l'histoire de France tome 6 Du Duc d'Orléans à Bonaparte - Noir et Blanc 1960
- Histoires d'amour de l'histoire de France tome 7 De l'Impératrice Joséphine à… - Noir et Blanc 1962
- Histoires d'amour de l'histoire de France tome 8 De Marie-Louise d'Autriche à…. - Noir et Blanc 1963
- Histoires d'amour de l'histoire de France tome 9 D'Adolphe Thiers à… - Noir et Blanc 1964
- Histoires d'amour de l'histoire de France tome 10 De Napoléon III à Gambetta - Noir et Blanc 1965

Rééditions: Saint Clair, Presses de la Cité puis Presses Pocket, France Loisirs, Famot, Walter Beckers… (en 12 tomes; puis 2 tomes Omnibus en 1991)

### Autres ouvrages

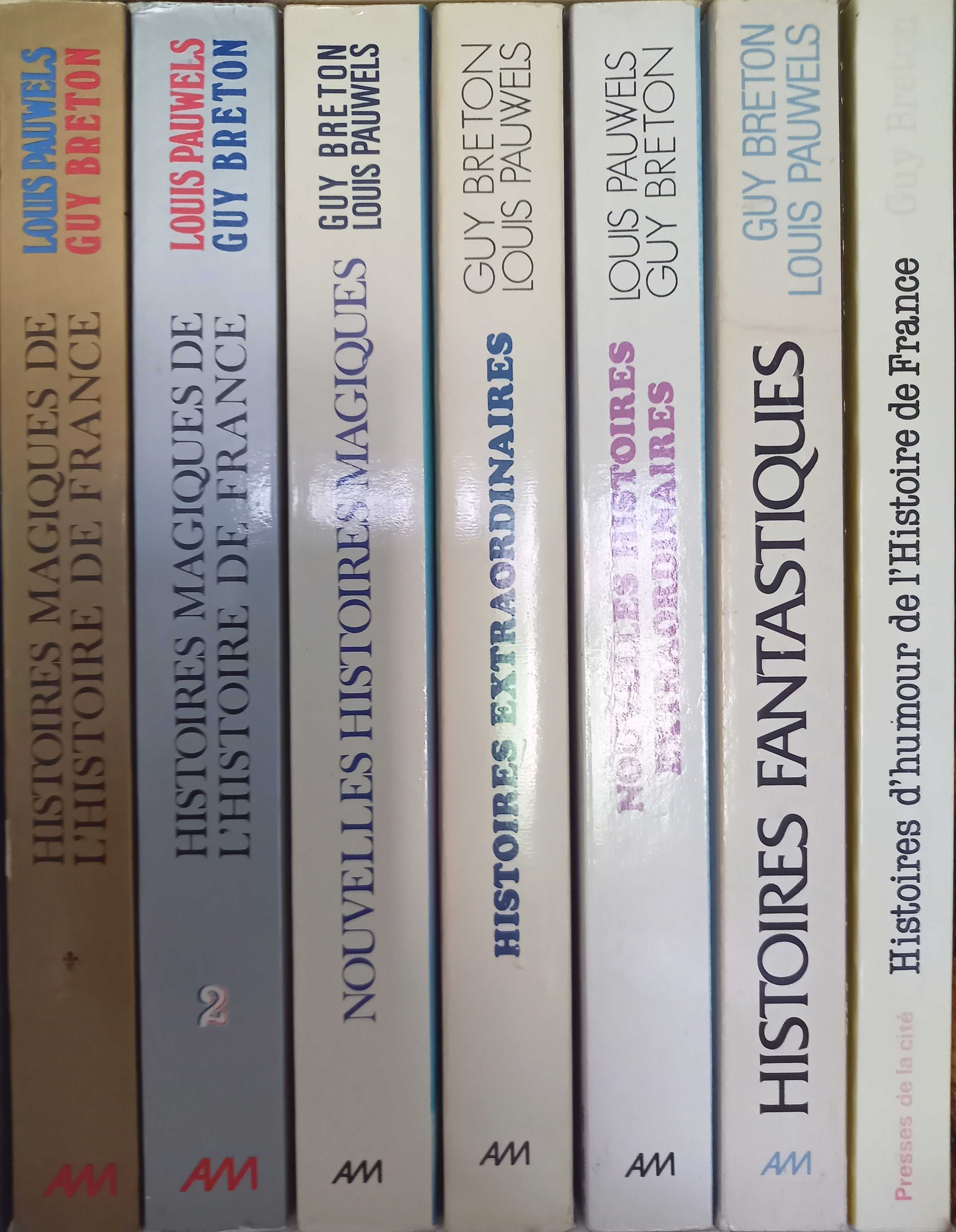
Les Histoires Magiques de l'Histoire de France (de Louis Pauwels et Guy Breton).

- Les Nuits secrètes de Paris - Noir et Blanc 1963, rééd. 1965 et 1970
- Histoires légères de Marie-Antoinette - Plon 1966 (roman)
- La Chanson satirique, de Charlemagne à Charles de Gaulle tome 1 (1000 ans de chronique scandaleuse) - Librairie académique Perrin 1967
- Curieuses histoires de l'histoire - Presses de la Cité 1968, rééd. 1969, 1972, 1973 (titre initial Antiportraits)
- Histoires malicieuses des grands hommes - Presses de la Cité 1968, rééd. 1972, 1973 (Antiportraits)
- Histoires légères d'une jeune femme de notre temps - Plon 1969, rééd. 1975
- Le Cabaret de l'histoire - Presses de la Cité 1973 (recueil de chansons)
- Le Cabaret de l'histoire II - Presses de la Cité 1974 (recueil de chansons - suite)
- Histoires d'amour des provinces de France - Presses de la Cité 1975
- Histoires magiques de l'histoire de France, tome 1 (avec Louis Pauwels) - Albin Michel 1977, rééd. 1979, 1982, 1983, 1991
- Histoires magiques de l'histoire de France, tome 2 (avec L. Pauwels) - Albin Michel 1977, rééd. 1980, 1982, 1983, 1991
- Nouvelles histoires magiques (avec L. Pauwels) - Albin Michel 1978, rééd. 1981 (Éditions J'ai lu)
- Les Amours qui ont fait la France - Presses de la cité 1978
- Histoires extraordinaires (avec L. Pauwels) - Albin Michel 1980, rééd. 1983
- Nouvelles histoires extraordinaires (avec L. Pauwels) - Albin Michel 1982, rééd. 1983
- Histoires fantastiques (avec L. Pauwels) - Albin Michel 1983
- Histoires d'humour de l'histoire de France - Presses de la Cité 1985, rééd. 1986, 1987
- Les Amours secrètes des châteaux du Val de Loire - La Nouvelle République 1985
- Tout l'humour de Clemenceau - Les griffes du Tigre - Jacques Grancher 1995
- Les beaux mensonges de l'histoire - Le Pré aux Clercs 1999,  rééd. 2000
- Bellilotte et Bonaparte - Le Pré aux Clercs 2001
- Les Sourires de l'histoire - Anne Carrière 2008

(Les 6 ouvrages écrits avec Louis Pauwels ont également été repris en 2 volumes Omnibus en 1991, ainsi que les histoires d'humour sous cette forme.)

### Annoncés
(milieu des années 1980)
- Chansons d'amour des rois de France - éd.Tutti
- Histoire des coutumes
- Histoires d'amour de l'histoire de France tome 11

## Adaptations cinématographiques
- 1966 : Vera (d'après le conte fantastique de Villiers de L'Isle-Adam), court-métrage de Francis Morane